# Toivo Pawlo
Toivo Pawlo (ur. 25 grudnia 1917 w Londynie, zm. 14 czerwca 1979 w Sztokholmie) – szwedzki aktor filmowy. Na przestrzeni lat 1943–1978 wystąpił w około 50 produkcjach. Na 12. rozdaniu Złotych Żuków zdobył nagrodę dla najlepszego aktora pierwszoplanowego za rolę w filmie Hallo Baby.

## Filmografia
- Huset nr 17 (1949)
- Rabies (1958)
- Twarz (Ansiktet, 1958)
- Made in Sweden (1969)
- Sagan om Karl-Bertil Jonssons julafton (1975)
- Hallo Baby (1976)